# Maria Berns
Maria Emilie Berns, geb. Deuper (* 24. Dezember 1899 in Essen; † 4. März 1981 in Essen-Borbeck), war eine deutsche sozialdemokratische Politikerin.

## Leben
Berns war die jüngste Tochter von 10 Kindern des Schneidermeisters Friedrich Deuper und der Frauenrechtlerin Minna Deuper. Nach der Volksschule ergriff sie einen kaufmännischen Beruf. Sie arbeitete unter anderem als Kontoristin und Expedientin. 1927 heiratete sie Theodor Berns und wurde Hausfrau.

### Politik
Seit 1919 war sie Mitglied der SPD. In Essen war sie sowohl in der Partei wie auch als Geschäftsführerin der Arbeiterwohlfahrt tätig. Zwischen 1929 und 1933 lebte Berns in Chemnitz. Dort gehörte sie auch von 1931 bis 1933 der Stadtverordnetenversammlung an.
Während der Zeit des Nationalsozialismus beteiligte sich am Widerstand.
1946 gehörte sie zu den Wiedergründern der SPD in Essen, sie war Mitglied im Vorstand und Frauenleiterin. Ebenfalls seit 1946 war Berns Mitglied des ernannten Stadtrates in Essen. Von 1946 bis 1962 war sie Geschäftsführerin des Arbeiterwohlfahrt Kreisverband Essen e.V.
Von der ersten bis zur vierten Wahlperiode war Berns direkte gewählte Abgeordnete für einen Essener Wahlkreis im Landtag von Nordrhein-Westfalen. In der fünften Legislaturperiode zog sie über die Landesliste in den Landtag ein. Insgesamt gehörte Berns dem Parlament von 1947 bis 1966 an.

### Ehrungen
- Die Marie-Juchacz-Plakette der Arbeiterwohlfahrt wurde ihr 1972 verliehen.
- In Essen wurde eine Straße und eine Einrichtung der Arbeiterwohlfahrt nach ihr benannt
- 23. Dezember 1964 Verleihung des Großen Bundesverdienstkreuzes[3]